# Desznica

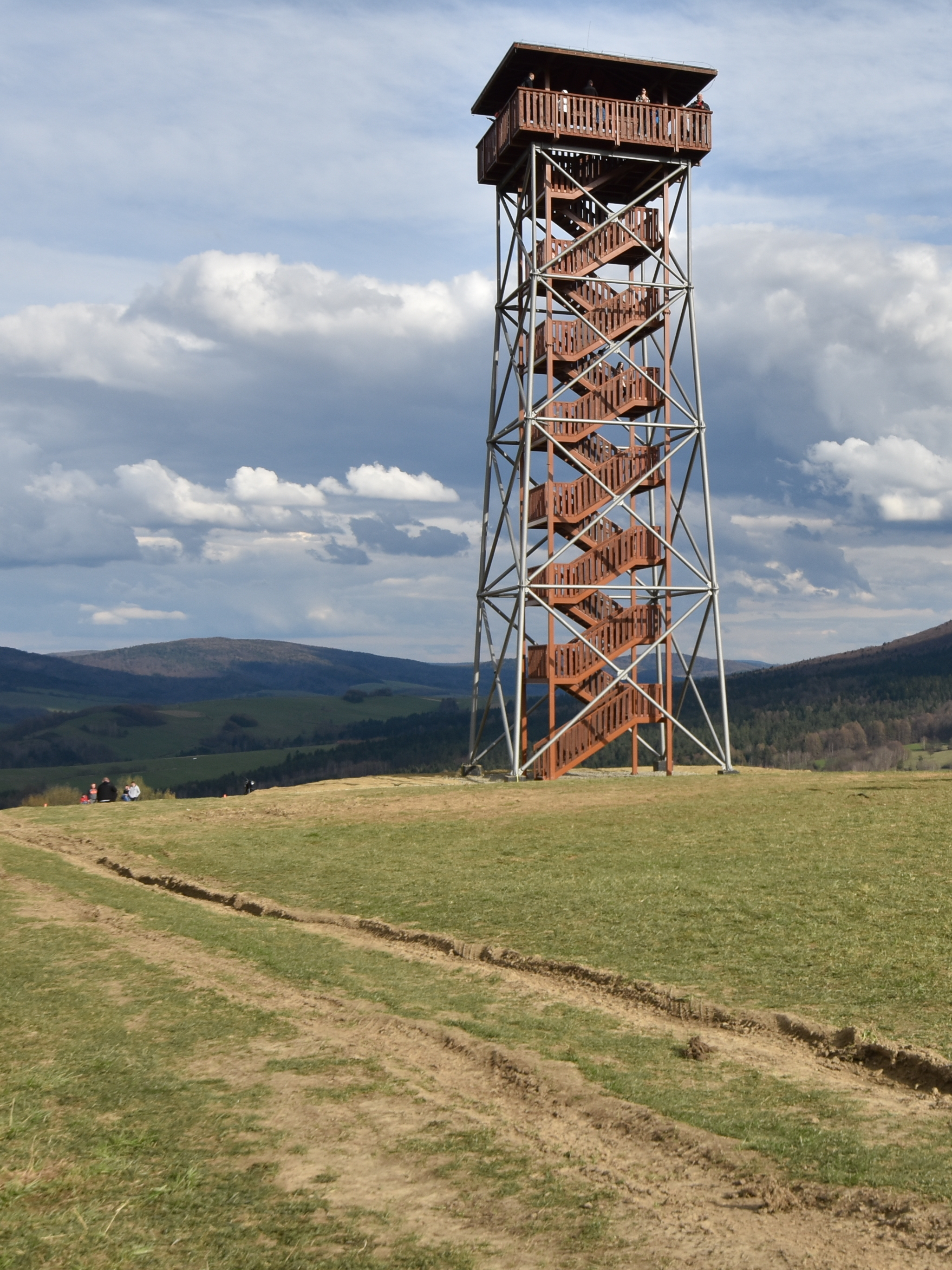
Wieża widokowa w Desznicy

Desznica (j. łemkowski Дошниця) – wieś w Polsce położona w województwie podkarpackim, w powiecie jasielskim, w gminie Nowy Żmigród.
W latach 1975–1998 miejscowość administracyjnie należała do województwa krośnieńskiego.
Miejscowość jest siedzibą parafii Matki Bożej Niepokalanej, należącej do dekanatu Nowy Żmigród, diecezji rzeszowskiej.
Wschodnie zabudowania Desznica stanowi dawna wieś Hałbów.

## Historia
Nazwa wioski prawdopodobnie pochodzi do słowa deska, deszczułka.
Desznica stanowiła własność królewską i wchodziła do niegrodowego starostwa osieckiego. Była lokowana na prawie wołoskim i zamieszkana przez ludność łemkowską. W dokumentach notowana jest w 1540. Pod koniec XIX wieś weszła w ręce ziemiańskie. W 1883 została sprzedana żydom, którzy rozparcelowali majątki. Na początku XIX wieku wieś zamieszkiwało 473 mieszkańców (obecnie około 330).
W czasie I wojny światowej wokół Desznicy toczyły się walki wojsk austriackich i rosyjskich, których pamiątką jest cmentarz wojenny nr 7 projektu Dušana Jurkoviča.
Po II wojnie światowej nastąpiło wysiedlenie ludności łemkowskiej i zasiedlenie ludnością polska – głównie z Kątów i Skalnika.

## Zabytki
- Dawna cerkiew św. Dymitra Męczennika, greckokatolicka, wzniesiona z piaskowca w 1790, obecnie kościół parafialny. Wyposażenie wnętrza pochodzi z XIX wieku. Znajduje się tu dzwon i żyrandol przeniesiony z cerkwi w Kotani. Świątynię odnowił na własny koszt pochodzący z Desznicy kardynał Sylwestr Sembratowycz[7].
- Cmentarz wojenny nr 7 znajdujący się  poniżej świątyni, kryjący w 35 mogiłach prochy Niemców i Rosjan. Cmentarz ten jest pamiątką po walkach, jakie toczyły się w Desznicy i okolicach podczas I wojny światowej (grudzień 1914 – maj 1915)[8].

## Atrakcje
- Wieża widokowa w Desznicy - W marcu 2023 zakończyła się trwająca rok budowa wieży widokowej[9] na wzgórzu Góra Desznicka, mierząca 25m wysokości. Można z niej zobaczyć np. Grodzisko Walik, Kamień "Nad Kątami", Magurski Park Narodowy.